# Myotis montivagus
Myotis montivagus é uma espécie de morcego da família Vespertilionidae.
Pode ser encontrada nos seguintes países: China, Índia, Laos, Malásia, Myanmar e Tailândia.